# Hi! How Are You?
『Hi! How Are You?』（ハイ、ハウアーユー）は、日本のバンド、のあのわのミニ・アルバム（5曲収録）。2011年7月6日発売。ミニ・アルバムとしては2枚目となる。約2ヶ月前に先行して発売された4枚目のシングル「Have a Good Day!」（2011年5月11日発売）を第1トラックに収録している。

## 概要
『Hi! How Are You?』はSPEEDSTAR RECORDSから発売された。このミニ・アルバムに先行して発売されたシングル「Have a Good Day!」が、資生堂のCMソングに起用されたことから、バンド自体の知名度は以前よりも増すことになった。このシングルは軽快な聴きやすい曲だったが、ミニ・アルバムでは、1980年代の歌謡曲を彷彿とさせる「Namida, Porori」、疾走感あふれる仕上がりの「Everynight」、しっとりした仕上がりのバラード「Calling」など、ヴァラエティに富む構成としている。
アルバム全体のサウンドとしては、音あるいは楽器を盛り込みすぎない、これまでよりもシンプルなサウンドを目指したという。また、これまでの間口の狭い姿勢から、より幅広い聴き手に訴えることを意図してアルバムの制作に当たっている。
このバンドの独特で特徴的な曲は一風変わった印象を与えるものが多く、具体的な印象を打ち出そうとしても、明確なメッセージを伝える歌詞と共存するのが時には難しいことがあったのだが、このミニ・アルバムでは歌詞に寄り添った曲作りがなされている。

## 収録曲
1. Have a Good Day!
2. Namida, Porori
3. Pee-Kaa-Boo
4. Everynight
5. Calling